# Funzione di correlazione

Esempi visivi di convoluzione, cross-correlazione e autocorrelazione fra due funzioni e.

In statistica, una funzione di correlazione è una funzione che fornisce la correlazione statistica tra variabili casuali, in funzione della distanza spaziale o temporale tra tali variabili. Se si considera la funzione di correlazione tra variabili casuali che rappresentano la stessa quantità misurata in due punti diversi, allora questa viene solitamente definita funzione di autocorrelazione. Le funzioni di correlazione di diverse variabili casuali sono talvolta chiamate funzioni di correlazione incrociata (o di cross-correlazione) per sottolineare che si stanno considerando variabili differenti.
Le funzioni di correlazione sono uno strumento molto utile per comprendere le dipendenze in funzione della distanza nel tempo o nello spazio, e possono essere utilizzate per valutare la distanza necessaria tra i punti di campionamento affinché i valori siano effettivamente non correlati. Inoltre, possono costituire la base per costruire schemi di interpolazione per i valori in punti privi di misurazioni.
Le funzioni di correlazione utilizzate in astronomia, analisi finanziaria, econometria e meccanica statistica differiscono solo per i particolari processi stocastici a cui vengono applicate. In teoria quantistica dei campi esistono particolari funzioni di correlazione calcolate sulle distribuzioni quantistiche.

## Definizione
Date due variabili casuali, in generale distinte, {\displaystyle X(s)} e {\displaystyle Y(t)} calcolate in due punti diversi (appartenenti a un qualche spazio matematico) {\displaystyle s} e {\displaystyle t}, la funzione di correlazione è
{\displaystyle C(s,t)=\operatorname {corr} (X(s),Y(t)),}
dove {\displaystyle \operatorname {corr} } è la correlazione. In questa definizione, si è assunto che le variabili stocastiche siano delle grandezze scalari. In caso contrario, è possibile definire funzioni di correlazione più complicate. Ad esempio, se {\displaystyle X(s)} è un vettore casuale con {\displaystyle n} elementi e {\displaystyle Y(t)} è un vettore con {\displaystyle q} elementi, allora si definisce una matrice {\displaystyle n\times q} di funzioni di correlazione, avente come elementi {\displaystyle i,j}:
{\displaystyle C_{ij}(s,t)=\operatorname {corr} (X_{i}(s),Y_{j}(t)).}
Nel caso {\displaystyle n=q}, a volte la traccia di questa matrice assume una certa importanza. Se le distribuzioni di probabilità di tali variabili possiedono delle simmetrie nello spazio dei valori della variabile stocastica (dette anche simmetrie interne), allora la matrice di correlazione possiederà simmetrie indotte. Allo stesso modo, se sono presenti simmetrie del dominio dello spazio (o del tempo) a cui appartengono le variabili casuali (chiamate anche simmetrie spaziotemporali), allora la funzione di correlazione possiederà le corrispondenti simmetrie spaziali o temporali. Esempi di importanti simmetrie spaziotemporali sono:
- la simmetria traslazionale, per la quale {\displaystyle C(s,s')=C(s-s')}, dove {\displaystyle s} e {\displaystyle s'} devono essere interpretati come vettori che indicano le coordinate dei punti
- la simmetria rotazionale, per la quale si ha anche (in aggiunta alla precedente) {\displaystyle C(s,s')=C(|s-s'|)}, dove {\displaystyle |x|} denota la norma del vettore {\displaystyle x} (per le rotazioni in senso stretto questa è la norma euclidea).

Si possono definire anche funzioni di correlazione di ordine superiore. Una tipica funzione di correlazione di ordine {\displaystyle n} è (le parentesi angolari denotano il valore atteso )
{\displaystyle C_{i_{1}i_{2}\cdots i_{n}}(s_{1},s_{2},\cdots ,s_{n})=\langle X_{i_{1}}(s_{1})X_{i_{2}}(s_{2})\cdots X_{i_{n}}(s_{n})\rangle .}
Se il vettore casuale è costituito da una sola componente, allora gli indici {\displaystyle i,j} sono ridondanti. Se sono presenti simmetrie, allora la funzione di correlazione può essere scomposta in rappresentazioni irriducibili delle simmetrie, sia per quelle interne che per quelle spazio-temporali.

## Proprietà delle distribuzioni di probabilità
Con queste definizioni, lo studio delle funzioni di correlazione è strettamente legato allo studio delle distribuzioni di probabilità. Molti processi stocastici possono essere completamente caratterizzati dalle loro funzioni di correlazione; l'esempio più notevole è la classe dei processi gaussiani.
Le distribuzioni di probabilità definite su un numero finito di punti possono sempre essere normalizzate, ma quando queste sono definite su spazi continui, è necessaria una maggiore attenzione. Lo studio di tali distribuzioni è iniziato con lo studio delle passeggiate aleatorie, e ha portato allo sviluppo del calcolo alla Itō.
Utilizzando gli integrali sui cammini di Feynman nello spazio euclideo, si può generalizzare tale approccio ad altri problemi di interesse per la meccanica statistica. Qualsiasi distribuzione di probabilità, che obbedisce a una condizione sulle funzioni di correlazione chiamata positività di riflessione, porta a una teoria quantistica dei campi locale,  dopo che viene effettuata una rotazione di Wick verso lo spaziotempo di Minkowski. L'operazione di rinormalizzazione è un insieme specifico di mappe dallo spazio delle distribuzioni di probabilità verso sé stesso. Una teoria quantistica dei campi è rinormalizzabile se questa mappa ha un punto fisso che fornisce una teoria quantistica dei campi.